# Бактыгереева, Акуштап
Акуштап Бактыгереева (23 августа 1944, род. Акжаикский район, Западно-Казахстанская область) — казахская поэтесса и общественный деятель. Заслуженный деятель Казахстана (2012). Лауреат Государственной премии Республики Казахстан (2018).

## Биография
Родилась 23 августа 1944 года в п. Енбек Акжайыкского района Западно-Казахстанской области.
В 1961 году закончила СШ № 11 им. С.Сейфуллина города Уральска. В период с 1961 по 1966 года училась в Казахском Государственном Женском педагогическом институте на филологическом факультете в г. Алматы.

## Трудовая деятельность
- С 1966 по 1971 года работала журналистом в областной газете «Орал оңірі» в г. Уральске, в газете «Октябрь туы» в Талдыкурганской области, «Қазақ әдебиеті» в г. Алматы.
- В 1967 году вышел ее первый сборник стихов под названием «Өрімтал» — «Ива».
- С 1969 года член Союза писателей Казахстана.
- В 1971—1972 года работала редактором киностудии «Қазахфильм».
- В 1975—1981 года работала редактором в журнале «Жулдыз».
- В 2007 году стала руководителем литературного объединения «Қаламгер», председателем Западно-Казахстанского филиала Союза писателей Казахстана.

## Творчество
- В 1967 году издан первый сборник стихов «Өрімтал». Затем изданы книги «Наз» (1969), «Қуанышым, іңкәрім» (1971), «Сені ойлаймын» (1973), «Аққанат» (1975), «Бақыт әні» (1978), «Жайық қызы», «Белокрылая» (1981), «Ақжелең» (1985), «Сүмбіле» (1990), «Ақшағала» (2001). Стихи поэтессы включены в сборники «Песня. Мечта. Любовь», «Чудесный сад» (1980) на русском языке. Лауреат премии журналов «Советская женщина», «Огонек» (1980).

## Награды
- 1980 — Лауреат премий журналов «Советская женщина» и «Огонек»
- 2005 — Орден Курмет (27.12.2005)[1]
- 2008 — лауреаты международные литературные премии «Алаш»
- 2012 — присвоение почетного звания «Заслуженный деятель Казахстана» из рук президента РК Н. А. Назарбаев[2]
- Лауреаты государственные стипендии в области культуры РК (2013,2014,2015)
- «Почётный гражданин Уральска» (2004)
- «Почетный Гражданин Западно-Казахстанской области» (20.11.2017)[3]
- Лауреат Государственной премии Республики Казахстана в области литературы и искусства за сборник стихов и баллад «Ана сыры» (14 декабря 2018)[4][5]
- 2021 года (2 декабря) — Орден «Отан» один из высших орденов Республики Казахстан;[6]
- Медали
- 2001 — Медаль «10 лет независимости Республики Казахстан»
- 2008 — Медаль «10 лет Астане»
- 2008 — Почетным нагрудным знаком «Тіл жанашыры»
- 2011 — Медаль «20 лет независимости Республики Казахстан»
- 2015 — Медаль «20 лет Конституции Республики Казахстан»
- 2015 — Нагрудный знак «20 лет полиции Республики Казахстан»
- 2016 — Медаль «25 лет независимости Республики Казахстан»[7]
- 2016 — Почетным нагрудным знаком «Желтоқсан оқиғасына — 30 жыл»
- 2018 — Медаль «20 лет Астане»